# Reliquia de la Santa Sangre de Cristo

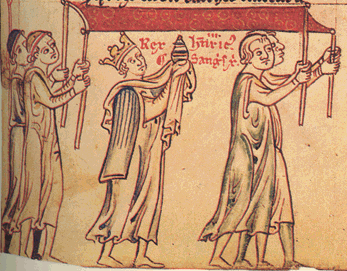
Enrique III de Inglaterra portando la Reliquia de la Santa Sangre en Westminster en 1247, por Matthew Paris

La Reliquia de la Santa Sangre de Cristo era una reliquia medieval, de la que se decía que contenía parte de la sangre de Jesucristo. Es diferente de la reliquia de la Preciosa Sangre que se conserva en Francia.
La reliquia fue enviada por el Patriarca latino de Jerusalén Roberto de Nantes a Enrique III de Inglaterra en 1247, donde luego fue guardada en la Iglesia del Santo Sepulcro de Londres, antes de ser paseada por las calles por el rey y depositada en la Abadía de Westminster.  Enrique promovió la reliquia como foco de peregrinacións, pero no resultó ser popular.